# Thailand Open 1994 (Badminton)
Die Thailand Open 1994 im Badminton fanden vom 2. bis zum 6. November 1994 in Bangkok statt.

## Sieger und Platzierte
| Disziplin    | Gold                                    | Silber                                   | Bronze                         |
| ------------ | --------------------------------------- | ---------------------------------------- | ------------------------------ |
| Herreneinzel | Joko Suprianto                          | Sun Jun                                  | Lin Liwen                      |
| Herreneinzel | Joko Suprianto                          | Sun Jun                                  | Dong Jiong                     |
| Dameneinzel  | Susi Susanti                            | Lim Xiaoqing                             | Yao Yan                        |
| Dameneinzel  | Susi Susanti                            | Lim Xiaoqing                             | Han Jingna                     |
| Herrendoppel | S. Antonius Budi Ariantho Denny Kantono | Pramote Teerawiwatana Sakrapee Thongsari | Tan Kim Her Yap Kim Hock       |
| Herrendoppel | S. Antonius Budi Ariantho Denny Kantono | Pramote Teerawiwatana Sakrapee Thongsari | Cheah Soon Kit Rosman Razak    |
| Damendoppel  | Ge Fei Gu Jun                           | Julie Bradbury Joanne Goode              | Christine Gandrup Lim Xiaoqing |
| Damendoppel  | Ge Fei Gu Jun                           | Julie Bradbury Joanne Goode              | Chen Mei-cun Jeng Shwu-zen     |
| Mixed        | Tri Kusharyanto Minarti Timur           | Nick Ponting Joanne Goode                | Yap Kim Hock Lee Wai Leng      |
| Mixed        | Tri Kusharyanto Minarti Timur           | Nick Ponting Joanne Goode                | Tao Xiaoqiang Wang Xiaoyuan    |

## Finalergebnisse
| Disziplin    | Sieger                                  | Finalist                                 | Ergebnis            |
| ------------ | --------------------------------------- | ---------------------------------------- | ------------------- |
| Herreneinzel | Joko Suprianto                          | Sun Jun                                  | 10-15, 15-11, 15-5  |
| Dameneinzel  | Susi Susanti                            | Lim Xiaoqing                             | 11-5, 12-10         |
| Herrendoppel | Denny Kantono S. Antonius Budi Ariantho | Pramote Teerawiwatana Sakrapee Thongsari | 12-15, 15-12, 15-10 |
| Damendoppel  | Ge Fei Gu Jun                           | Julie Bradbury Joanne Goode              | 15-12, 15-4         |
| Mixed        | Tri Kusharyanto Minarti Timur           | Nick Ponting Joanne Goode                | 15-10, 15-12        |